# Mezey Béla (fotóművész)
Mezey Béla (Budapest, 1935. július 20. –) fotóművész, a Magyar Állami Operaház volt főmunkatársa.

## Életpályája
19 évesen, világosítóként kezdett el dolgozni az Operaházban, később világítás-csoportvezetőként működött. A fényképezés terén Tóth László balettművész az Operaház akkori fotósa segítségével szerzett egyre több tapasztalatot. 1958-ban alapítója volt az Operaház Liszt Ferenc Fotószakkörének. Fotós pályája két évvel később, szakszervezeti támogatással indult. 1960-ban jelentek meg első munkái nyomtatásban, a Szocialista Művészetért című lapban. 1975-től az Operaház hivatalos fotósa. 1980-tól öt évig a Markó Iván vezette Győri Balettel dolgozik, 1989-től az Operaház főmunkatársa. 2005-ös visszavonulása után 2010-ig a Nemzeti Balett fotóművésze. 2014-től önálló rovattal a Premier művészeti magazin főmunkatársa.

## Munkássága
Aktív fotós pályafutása egybeesett az Operaház aranykorával. Fotózta a neves hazai és külföldi művészeket, kísérte az Operaház és a Balettegyüttes turnéit. A színpadi-, szerepes- és portréfotók mellett, plakátok, lemezborítók, előadások ismertetői, könyvek, magazinok operai/balett tárgyú képanyagai fűződnek nevéhez. Napjainkig több mint 9000 kinyomtatott fotóját őrzik különböző archívumokban. (→ Műveit őrző gyűjtemények listája)
Operaházi munkája mellett megszűnéséig főmunkatársa volt a Szocialista Művészetért című havilapnak és a Cigánylapnak, havi tudósítója a Zürichben szerkesztett Opernwelt magazinnak.
Külső munkatársként működött a Film Színház Muzsika, a Pesti Műsor, a Magyar Ifjúság, a Táncművészet, a Magyar Hírek, a Zene-Zene-Tánc, a Hungarian Dance News, és a Hungarian Musical Guide, (német változatban: Das Musikleben Ungarns) című lapoknál.
Fotói jelentek meg az Ország-világ, a Muzsika, a Nők Lapja, az Új Tükör, a Háttér, a Szovjetunió és a Rádió Újság számaiban, valamint a német Stern magazinban, a New York-i Balett International-ban és a Wiener Staatsoper Ballet műsorfüzetében.

### Könyve
- Így láttam őket Életműalbum 171 világjáró művész 650 fotójával, Kertész Iván szövegével. (Magyar Állami Operaház, 2000) ISBN 9630050137

### Könyvek önálló, vagy nagyrészt saját fotóanyaggal
- Várnai Péter: Ferencsik János interjú és fotóalbum (Zeneműkiadó, 1972) (A kiadványban szerepelnek Escher Károly, Harmath István, Kertész Gyula és az MTI felvételei is.)
- Gogol: Egy őrült naplója A Pesti Színház előadása nyomán. Horvai István rendezőpéldányával, Mezey Béla 50 fotójával, Darvas Iván megjegyzéseivel és rajzaival. (Népművelési Propaganda Iroda, 1973)
- Maurice Béjart: Életem: a Tánc ford. Hegedűs Éva, utószó Lőrinc György, fotók Mezey Béla (Gondolat, 1985) ISBN 9632815386 (→ Képanyag az interneten)
- az Operaház évkönyvei

(Munkái megtalálhatók ezen kívül – a teljesség igénye nélkül – a Székely Mihály, Rősler Endre, Sólyom-Nagy Sándor, Déry Gabriella, Palcsó Sándor, Vámos László, Fülöp Viktor, Seregi László, Markó Iván, Melis György, Házy Erzsébet, Lukács Ervin, Fekete Veronika, Kun Zsuzsa, Ilosfalvy Róbert, Marton Éva, Ludmila Dvořáková, Fokanov Anatolij, életét/munkásságát bemutató könyvekben, Borsa Miklós, Kasza Katalin, Maácz László köteteiben, valamint Opera 130 című jubileumi kiadványban is.)

### Egyéb kiadványok
- Az Operaház bemutatói kapcsán készült több mint ötven színházi ismertető füzet. (Presser-Fodor: A próba (1982); Vukán-László: Derby (1989); Ponchielli: Gioconda (1991); Csajkovszkij: A diótörő (1994); Ránki: Pomádé király új ruhája (2000); Strauss: A denevér (2002); Liszt-MacMillan: Mayerling (2004); Gyöngyösi: A gólyakalifa (2005); Verdi: Rigoletto (2005); Dvořák-Pártay: Elfújta a szél (2007); stb.)
- Utcai plakátok fotóanyaga. (többek közt: Az álarcosbál, Rigoletto (Piero Cappuccillivel és Sólyom-Nagy Sándorral), Pillangókisasszony, Lohengrin, A próba, Coppélia, Mayerling, Le sacre du printemps (NSZK)
- Lemezborítók. Tizenöt lemez- és CD borítóhoz készített anyagot. Többek között Melis György, Radnai György, Kováts Kolos, Sólyom-Nagy Sándor, Marton Éva, Jevgenyij Nyesztyerenko, Giacomo Aragall, Misura Zsuzsa Ferencsik János és Medveczky Ádám felvételeihez, valamint A diótörő c. balett zenei keresztmetszetét tartalmazó albumhoz. Ezen kívül több komolyzenei-, opera- és jazz lemezt illusztráltak a képeivel. (→ További olvasnivaló)

### Érdekességek
Egy 1983-as felvétele szerepel a Washingtoni Kongresszusi Könyvtár Leonard Bernstein Gyűjteményének anyagában. (→ Képanyag az interneten)
1989-ben az Opernwelt magazin évkönyve nyolc oldalas összeállításban, 45 felvételét bemutatva foglalkozott közel harmincéves operaházi pályafutásával.
1995-ben a londoni Decca lemezkiadó Pavarotti hatvanadik születésnapjára egy példányban készíttetett emlékkönyvében, harminckét állam fotói között Magyarországot egy képpel képviselte.
Két fotójával szerepelt Magyar Fotóművészek Szövetsége 50 éves jubileumi évkönyvében.

## Önálló kiállításai
- Három kiállítás az Operaház életét bemutató fotókból az 1970-es években
- Nyolc kiállítás az Operaház 1993-as izraeli vendégjátéka (Verdi: Rigoletto) alkalmából készített fotókból (→ További olvasnivaló)

## Díjak, elismerések
- Magyar Köztársasági Arany Érdemkereszt (2010)[1]
- Magyar Köztársasági Ezüst Érdemkereszt (2003)[2]
- Magyar Fotóművészek Szövetsége Életműdíj (2005) - 45 év kiemelkedő fotóművészeti tevékenysége elismeréseként
- A Szocialista Kultúráért (1973)
- az újvidéki Nemzetközi Színházi Fotóművészeti Triennálé oklevelei (1971, 1974, 1977)

## Tagságai
- Magyar Fotóművészek Szövetsége
- Magyar Újságírók Országos Szövetsége (MÚOSZ)
- Magyar Alkotóművészek Országos Egyesülete (MAOE)
- Magyar Alkalmazott Fotográfusok Kamarája (HPDC)

## Művei közgyűjteményekben, archívumokban
- Magyar Állami Operaház Fotóarchívuma
- Magyar Nemzeti Balett Fotóarchívuma
- Szegedi Nemzeti Színház – Opera Tagozat
- Szegedi Szabadtéri Játékok
- Győri Balett, Soproni Balett
- Magyar Fotográfiai Múzeum
- Országos Színháztörténeti Múzeum és Intézet
- Országos Széchényi Könyvtár
- Magyar Nemzeti Levéltár
- Fővárosi Szabó Ervin Könyvtár
- Library of Congress, Washington – Leonard Bernstein Collection
- Wiener Staatsoper Archiv
- MTA BTK Művészettörténeti Intézet
- MTA BTK Zenetudományi Intézet – Zenetudományi Szakkönyvtár, Bartók Archívum, Népzene- és néptánckutató osztály és archívum
- MTA Európa-történeti Kutatócsoport
- Balatonfüred, Városi Könyvtár és Városi Múzeum, Ferencsik János Zeneiskola
- Savaria Szimfonikus Zenekar (Szombathely)
- Japán Alapítvány (Budapest)
- Szellemi Tulajdon Nemzeti Hivatala
- Forster Gyula Nemzeti Örökségvédelmi és Vagyongazdálkodási Központ
- Országház – Szent Korona Őrség

## További információ

### Képanyag az interneten
- Maurice Béjart portréja önéletrajzi könyvében, a MEK állományában. (Hozzáférés: 2016. február 29.)
- Leonard Bernstein, Budapest 1983, a Washingtoni Kongresszusi Könyvtár Bernstein Gyűjteményében. (Hozzáférés: 2016. február 29.)

### További olvasnivaló
- A Caruso blog írása Mezey Béla 80. születésnapjára. (Hozzáférés: 2016. február 29.)
- Fotóinak felhasználásával készült lemezek listája a Discogs oldalán. (Hozzáférés: 2016. február 29.)
- Önálló kiállításának ismertetője a terézvárosi Bálint Ház oldalán. [2018. március 8-i dátummal az eredetiből archiválva]. (Hozzáférés: 2018. március 8.)